# 박계생
박계생(朴啓生)은 경상북도 청도 출신으로 정유재란 때 순왜이다.

## 개요
박계생은 청도는 밀양 박씨의 세거지인 청도 출신의 순왜이다. 일본군이 조선에 주둔 할 때 김계생 (金啓生)으로 이름의 가명을 사용하였다. 그래서 이름에 혼선이 있어 왔다.
경상도 관찰사 이용순(李用淳)의 서장(書狀)에,“이문욱(李文彧)이 함께 사로잡혀 간 사람 청도(淸道)의 출신 박계생(朴啓生)이라는 자를 시켜 비밀 편지를 보내왔기에, 그가 사로잡혀 간 경위와 적중의 형세를 물었더니, 박계생이 답하기를‘소싯적에 어느 중을 따라 경산(慶山)의 마암산(馬巖山)에 있었는데 변란이 발생한 처음 적을 만나 사로잡혀서 이문욱과 부산포(釜山浦) 왜진(倭陣)에서 서로 만나 함께 일본으로 들어갔다고 되어 있다. 즉 편지의 내용을 본다면 박계생(朴啓生)은 본래 경상도 출신의 박씨이다. 김계생은 일본군 진영에서 사용하던 가명이다.
박계생은 줄곧 고니시 유키나카 보좌했다고 전한다. 조선에 돌아온 기록이 없다.

## 같이 보기
- 청도
- 밀양 박씨